# هوارد برگ
هوارد برگ (انگلیسی: Howard Berg؛ زاده ۶ مارس ۱۹۳۴) یک دانشمند است.